# Cassina Triulza
Cassina Triulza, detta anche Cassina Trivulza o Cascina Triulza è una cascina, sita alla periferia nord-occidentale di Milano, nel Municipio 8, nel triangolo delimitato dall'autostrada A8, dall'autostrada A4 e dalla tangenziale A52.

## Storia
Cassina Triulza viene nominata per la prima volta, come Cassina Trivulza, in un documento del 1346. Nell'ambito della suddivisione del territorio milanese in pievi, apparteneva alla Pieve di Trenno.
In età napoleonica Cassina Triulza era un comune autonomo e contava 48 abitanti al momento della proclamazione del Regno d'Italia. Il Comune fu così soppresso ed annesso a Vialba nel 1809, la quale fu poi a sua volta unita a Bollate nel 1811. Cassina Triulza recuperò quindi la sua autonomia nel 1816 con la costituzione del Regno Lombardo-Veneto.
Nel 1869 il comune fu aggregato a Musocco, a sua volta aggregato a Milano nel 1923.

## Expo 2015
L'antica cascina, compresa all'interno dell'area che ha ospitato l'Expo 2015, dopo un profondo restauro ha ospitato il padiglione della società civile durante i sei mesi della manifestazione.
Si tratta dell'unico padiglione rimasto aperto e operativo dopo la fine dell'evento grazie all'attività della Fondazione Triulza, al fianco di organizzazioni della società civile e del terzo settore. Al suo interno è presente una casa dell'acqua di Gruppo CAP, l'unica di tutta l'area MIND (Milano Innovation District).